# ヨーロッパクロコオロギ

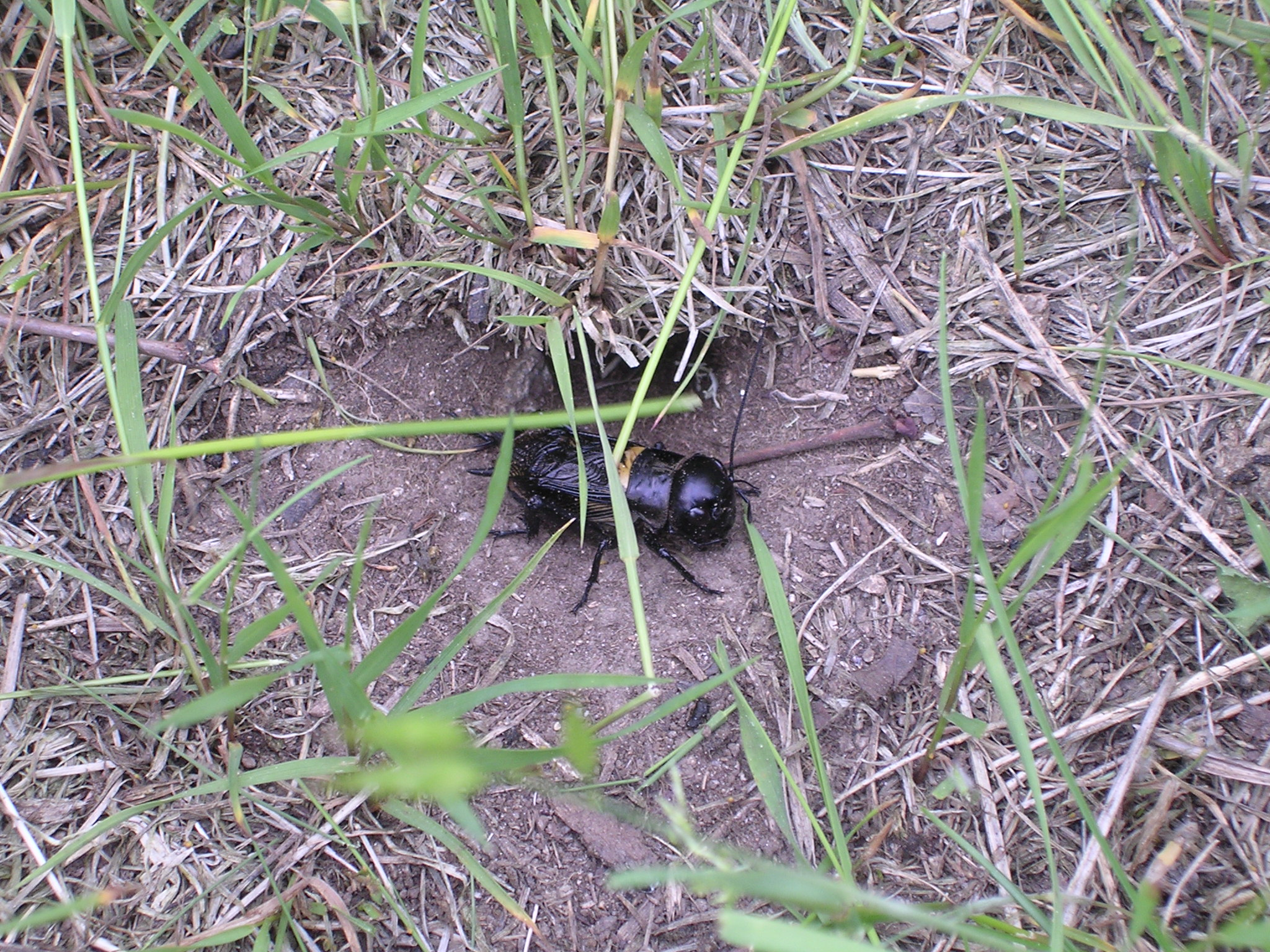
巣穴と成虫

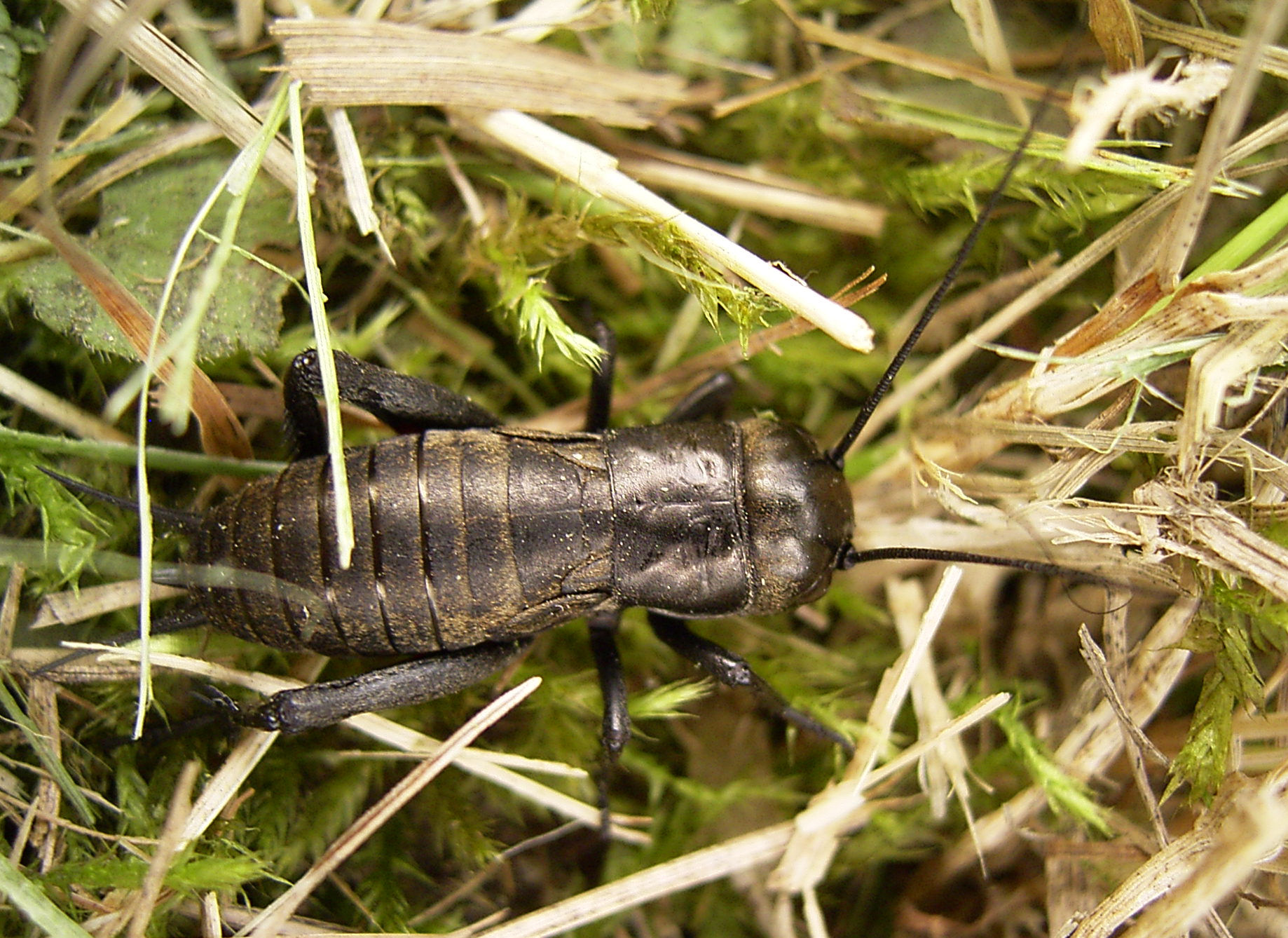
幼虫

ヨーロッパクロコオロギ(Gryllus campestris)は、コオロギ科に分類される昆虫の一種。フタホシコオロギ属のタイプ種である。英語では、Europian  field cricketまたはブリテン諸島では単にfield cricketという。飛翔しない暗色の昆虫で、比較的大きく、オスは19-23mm、メスは17-22mmである。

## 生息環境
乾性草地のような、乾燥して日の当たる丈の短い植生の場所を好み、特に分布の北限域ではヒースや貧栄養の草地に限って見られる。

## 繁殖
年1化性で、繁殖シーズンは5月から7月まで。オスは巣穴を作り、その入り口で求愛の鳴き声でメスを引き付ける。気温が13℃を超える日中から夕方まで甲高い声で鳴く。オスは縄張り意識が強く、激しく戦って巣を守る。メスは巣を持たずにあちこちを放浪し、オスの鳴き声に引き寄せられる。メスは巣穴の近くまたは巣穴の中の地面に産卵する。卵は6月から7月中旬に孵化し、10齢もしくは11齢の幼虫で冬眠越冬する。越冬幼虫は翌年の4月末から5月初めに最後の脱皮をして成虫になる。本種の個体数は極端に変動することが知られており、気候等に大きく影響される。

## 絶滅危惧種
ヨーロッパクロコオロギは、かつては西ヨーロッパの大部分で普通に見られる種であったが、飛べないために長距離の移動ができず、ある地域個体群が一旦衰退もしくは絶滅してしまうと個体群の回復は一般に困難となる。ブリテン諸島では、本種はイングランド南部のみに生息するため、長い間にわたり最も絶滅が危惧されるコオロギ類であるとみなされている。また中央ヨーロッパや北ヨーロッパの広い地域でも個体数が減っており、イギリス、ドイツ、オランダ、ルクセンブルク、リトアニアなどのレッドリストに登載されている。特に分布域の北部の一部では、生息環境となるヒースランドの消失にともなって本種の個体数も著しく減少した所があり、イングランド・ウェスト・サセックスのコーツ（Coates）では1990年代初頭までに100匹程度からなる1個体群のみとなり、デンマークでは絶滅した。

## 保全のための取り組み
ヨーロッパクロコオロギを含む多くの種で、生息地の分断や個体群の消失が絶滅危惧の主要因であると考えられてきた。そのため、種の存続を図る方法として、新たな個体群を人為的に創出する方法が一貫してとられている。これは、集団移殖などによって新たな持続可能な個体群を創出し、その種の絶滅のリスクを減らすことが目的である。ドイツにおけるヨーロッパクロコオロギの移植と自然集団に関する研究では、移殖によって明瞭な遺伝的多様性の低下が起こらないことが示されている。
また異なる亜集団からの幼虫の導入は、導入先の集団の遺伝的多様性の低下を阻止するのにも適した対策となり、その集団の近親交配のリスクを減らし、かつ供給源の集団にも悪影響を及ぼすことなく多数の幼虫を移動させることも可能であるとされる。
ヨーロッパクロコオロギは、Back from the Brinkプロジェクトの対象となっている種の1つである。このプロジェクトにより、2018年にウェスト・サセックスのRSPBパルバラ・ブルックス（Pulborough Brooks）に移殖が行われ、新たな個体群の創出が図られた。